# Radwimps 4 ~Okazu no gohan~
RADWIMPS 4 ~Okazu no gohan~ (jap. RADWIMPS 4〜おかずのごはん〜) – czwarty album studyjny japońskiego zespołu Radwimps, wydany w Japonii 6 grudnia 2006 roku przez Tōshiba EMI. Zadebiutował na 5 pozycji w rankingu Oricon i pozostał na liście przez 178 tygodni. Sprzedał się w nakładzie 346 572 egzemplarzy. Zdobył status platynowej płyty.

## Pisanie i nagrywanie
Dwóch koncertach trasy RADWIMPS Haruna Tour we wrześniu 2005 roku zespół nagrał pięć piosenek, w tym single „Futarigoto” i „Yūshinron”. „Futarigoto” była pierwotnie przeznaczoną do albumu RADWIMPS 3, ale ponieważ zespół nie mógł wymyślić, jak poprawnie ukończyć piosenkę, została odłożona. „By My Side”, strona B singla „Setsuna Rensa”, również była jednym z tych utworów. Prace nad RADWIMPS 3 zostały zakończone w grudniu 2005 roku, ale ponieważ zespół wciąż miał wiele rzeczy, które chciał spróbować, natychmiast przystąpili do pracy nad kolejnym albumem.
Przy czwartym albumie muzycy świadomie skupili się na brzmieniu zespołu, w przeciwieństwie do poprzedniego, w którym skupili się na tekstach. Jednak zespół nie rozpoczął pracy na płytą od konkretnego pomysłu. Wokalista i autor tekstów  Yōjirō Noda zauważył, że chociaż teksty były centralnym punktem RADWIMPS 3, to kolejny album stał się bardzo dobrze wyważony pod wieloma względami.

## Lista utworów
Tekst i kompozycja: Yōjirō Noda
| CD  | CD                                                                                   | CD      |
| Nr  | Tytuł utworu                                                                         | Długość |
| --- | ------------------------------------------------------------------------------------ | ------- |
| 1.  | „Futarigoto: Isshō ni ichido no Warp ver.” (jap. ふたりごと 一生に一度のワープ ver.) | 4:46    |
| 2.  | „Gimme Gimmick” (jap. ギミギミック Gimigimikku)                                      | 2:37    |
| 3.  | „05410-(n)” (jap. 05410-(ん), czyt. Okoshite)                                        | 3:08    |
| 4.  | „me me she” (czyt. Memeshii)                                                         | 4:40    |
| 5.  | „Yūshinron” (jap. 有心論)                                                            | 4:09    |
| 6.  | „Enren” (遠恋)                                                                       | 4:39    |
| 7.  | „Setsuna Rensa” (jap. セツナレンサ)                                                  | 3:21    |
| 8.  | „Iin desu ka?” (jap. いいんですか?)                                                  | 4:06    |
| 9.  | „Yubikiri genman” (jap. 指きりげんまん)                                              | 4:03    |
| 10. | „Sanbyōshi” (jap. 傘拍子)                                                            | 4:00    |
| 11. | „Masu.” (jap. ます。)                                                                | 2:14    |
| 12. | „Yume banchi” (jap. 夢番地)                                                          | 4:59    |
| 13. | „Bagoodbye” (jap. バグッバイ Bagubbai)                                               | 5:29    |
| 14. | „Yonaki” (jap. 夜泣き) (hidden track)                                                | 2:08    |

## Notowania
| Lista                            | Pozycja |
| -------------------------------- | ------- |
| Oricon Weekly Album Chart        | 1       |
| Oricon Yearly Album Chart (2007) | 76      |